# Škoda U

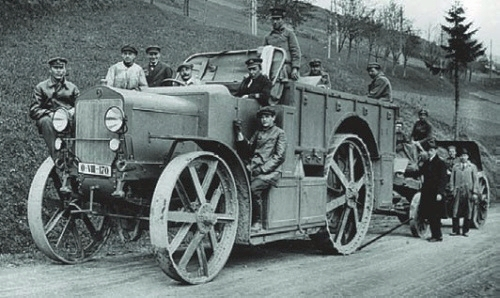
Škoda U

Škoda U byl československý 4x2 dělostřelecký tahač, který vyráběla firma Škoda Plzeň od roku 1920. Navazovala tak na výrobu rakousko-uherských tahačů zn. Austro-Daimler, zejména tahače Austro-Daimler vz. 17. 
Československá armáda obdržela 46 kusů tahače, které byly užívány k přepravě těžkého moždíře vz. 18 ráže 21 cm. 
Tahač Škoda U byl vybaven navijákem s lanem délky 60 m, umístěným na zádi. Naviják měl samostatný pohon se 4 rychlostmi vpřed a 1 vzad. 
Vozidlo bylo také zkoušeno pro civilní použití v podobě autovlaku (souprava tahače a jednoho nebo více přívěsů). Autovlaky byly po první světové válce uvažovány jako možná náhrada lokálních železničních drah. Při zkouškách tahač utáhl soupravu o celkové hmotnosti 35 t.

## Technické údaje
Údaje převzaty z , není-li uvedeno jinak.
- Hmotnost: 9000 kg[3]
- Délka: 6400 mm
- Šířka: 2250 mm
- Výška: 3000 mm
- Rozchod kol vpředu/vzadu: 1860/1700 mm
- Průměr kol vpředu/vzadu: 1400/1800 mm[3]
- Rozvor náprav: 3800 mm
- Motor: čtyřválcový, vodou chlazený, rozvod SV
- Obsah motoru: 7479 cm3
- Výkon: 36,8 kW  (50 k) při 1000 ot/min
- Převodovka: 8 rychlostí vpřed, 2 vzad
- Maximální rychlost: 13 km/h[3]
- Spotřeba paliva: 80–100 kg těžkého benzínu a 10 kg oleje/100 km
- Obsah palivové nádrže: 250 l